# NGC 3748
NGC 3748 é uma galáxia lenticular (S0) localizada na direcção da constelação de Leo. Possui uma declinação de +22° 01' 35" e uma ascensão recta de 11 horas, 37 minutos e 49,1 segundos.
A galáxia NGC 3748 foi descoberta em 5 de Abril de 1874 por Ralph Copeland.